# Макушенко, Николай Александрович
Николай Александрович Макушенко (1922, Николаев, Украинская ССР, СССР — 1994) — советский государственный деятель, председатель Херсонского облисполкома (1963—1969).

## Биография
Член ВКП(б) с 1948 г. В 1944 г. окончил Московский зоотехнический институт.
- 1944—1946 гг. — старший охотовед Балхашского государственного ондатрового хозяйства,
- 1949—1952 гг. — ассистент, доцент, заведующий кафедрой зоологии, декан биологического факультета Черновицкого государственного
- университета,
- 1952—1955 гг. — доцент кафедры защиты растений Херсонского сельскохозяйственного института имени А. Д. Цюрупы,
- 1955—1961 гг. — председатель правления колхоза имени 40-летия Октября (Белозёрский район Херсонской области),
- 1961—1962 гг. — заместитель председателя Исполнительного комитета Херсонского областного Совета,
- 1962—1963 гг. — первый заместитель председателя Исполнительного комитета Херсонского областного Совета, начальник Херсонского областного управления производства и заготовок сельскохозяйственных продуктов,
- 1963—1964 гг. — председатель исполнительного комитета Херсонского сельского областного Совета,
- 1964—1969 гг. — председатель исполнительного комитета Херсонского областного Совета.

Кандидат в члены ЦК КП Украины (1966—1971).